# Rurikida orosz fejedelemségek uralkodóinak listája

Orosz fejedelemségek a 10–11. században

Az alábbi listák a Rurik-ház uralma alatt álló középkori orosz fejedelemségek uralkodóit tartalmazzák.

## Csernyigovi Fejedelemség (1024–1401)
| Uralkodó                                  | Uralkodott                              | Megjegyzés                       |
| ----------------------------------------- | --------------------------------------- | -------------------------------- |
| (Bátor) Msztyiszláv (*983)                | fej.: 1024 – †1036                      |                                  |
| Interregnum (1036 – 1054)                 |                                         |                                  |
| I. Szvjatoszláv (*1027)                   | fej.: 1054 – 1073, †1076. december 27.  |                                  |
| I. (Békés) Vszevolod (*1030)              | fej.: 1073 – 1076, ld. alább            |                                  |
| I. (Monomah) Vlagyimir (*1053. május 26.) | fej.: 1076 – 1077, ld. alább            |                                  |
| Borisz                                    | fej.: 1077-ben, †1078. október 3.       |                                  |
| I. Vszevolod (2x)                         | fej.: 1077 – 1078, †1093. április 13.   |                                  |
| I. Oleg (*1052)                           | fej.: 1078-ban, ld. alább               |                                  |
| I. Vlagyimir (2x)                         | fej.: 1078 – 1094, †1125. május 19.     |                                  |
| I. Oleg (2x)                              | fej.: 1094 – 1097, †1115 augusztusa     |                                  |
| Dávid (*1050 k.)                          | fej.: 1097 – 1123. augusztus 1.         |                                  |
| Konstantin (*1072)                        | fej.: 1123 – 1126, †1129                |                                  |
| II. Vszevolod (*1084)                     | fej.: 1126 – 1139, †1146. augusztus 1.  |                                  |
| II. Vlagyimir                             | fej.: 1139 – †1151. május 12.           |                                  |
| Izjaszláv (*1115 k.)                      | fej.: 1151 – 1154, ld. alább            |                                  |
| II. Szvjatoszláv                          | fej.: 1154 – 1155, ld. alább            |                                  |
| Izjaszláv (2x)                            | fej.: 1155 – 1157, †1161. március 6.    |                                  |
| II. Szvjatoszláv (2x)                     | fej.: 1157 – †1164. február 16.         |                                  |
| II. Oleg                                  | fej.: 1164-ben                          |                                  |
| III. Szvjatoszláv (*1123)                 | fej.: 1164 – 1177, †1194. július 24.    |                                  |
| II. Jaroszláv (*1139)                     | fej.: 1177 – †1198                      |                                  |
| Igor (*1151. április 3.)                  | fej.: 1198 – †1202. december 29.        | Az Igor-ének főszereplője.       |
| III. Oleg (*1147)                         | fej.: 1202 – †1204                      |                                  |
| III. (Vörös) Vszevolod                    | fej.: 1204 – 1208, †1215 augusztusa     |                                  |
| I. Gleb (*1168)                           | fej.: 1208 – †1215                      |                                  |
| II. Msztyiszláv (*1168)                   | fej.: 1215 – †1223. május 31.           |                                  |
| I. (Szent) Mihály (*1179)                 | fej.: 1223 – 1235, ld. alább            |                                  |
| III. Msztyiszláv                          | fej.: 1235 – †1241                      |                                  |
| I. Rosztyiszláv (*1219)                   | fej.: 1241 – 1242, †1263                |                                  |
| I. Mihály (2x)                            | fej.: 1242 – †1246. szeptember 30.      |                                  |
| I. Roman (*1218)                          | fej.: 1246 – †1288 után                 |                                  |
| IV. Oleg (*1245)                          | fej.: 1288 után – †1307                 |                                  |
| II. Mihály                                | fej.: 1307 körül                        |                                  |
| Sándor                                    | fej.: 1307 körül                        |                                  |
| I. Vaszilij                               | fej.: ? – 1309, ld. alább               |                                  |
| IV. Szvjatoszláv                          | fej.: 1309 – †1310                      |                                  |
| Vaszilij (2x)                             | fej.: 1309 – †1314                      |                                  |
| I. Dimitrij                               | fej.: 1314 – †1333                      |                                  |
| II. Gleb                                  | fej.: 1333 – †1340. december 6.         |                                  |
| II. Dimitrij                              | fej.: 1340 – †1356                      |                                  |
| II. Vaszilij                              | fej.: 1356 – †1356                      |                                  |
| II. Roman                                 | fej.: 1356 – †1370                      |                                  |
| III. Dimitrij (*1327)                     | fej.: 1370 – 1393, †1399. augusztus 12. |                                  |
| II. Roman (2x)                            | fej.: 1393 – †1401                      | Az utolsó csernyigovi fejedelem. |

## Muromi Fejedelemség (1097–1247,1344előtt–1392)
| Uralkodó                        | Uralkodott                        | Megjegyzés                  |
| ------------------------------- | --------------------------------- | --------------------------- |
| Izjaszláv                       | fej.: 1095 – †1096. szeptember 6. |                             |
| I. Jaroszláv (*1072)            | fej.: 1097 – 1123, ld. alább      |                             |
| Vszevolod                       | fej.: 1123 – †1127                |                             |
| I. Jaroszláv (2x)               | fej.: 1127 – †1129                |                             |
| I. György                       | fej.: 1129 – †1143                |                             |
| Szvjatoszláv                    | fej.: 1143 – †1145                |                             |
| Rosztyiszláv (*1129)            | fej.: 1145 – 1147, ld. alább      |                             |
| I. Vlagyimir                    | fej.: 1147 – 1149                 |                             |
| Rosztyiszláv (2x)               | fej.: 1149 – †1153                |                             |
| I. Vlagyimir (2x)               | fej.: 1153 – 1161, †1162          |                             |
| II. György                      | fej.: 1161 – †1174. január 19.    |                             |
| II. Vlagyimir                   | fej.: 1174 – †1203                |                             |
| Dávid                           | fej.: 1203 – †1228. április 2.    |                             |
| III. György                     | fej.: 1228 – †1237                |                             |
| II. Jaroszláv                   | fej.: 1237 – 1247, †1248 után     |                             |
| Interregnum (1247 – 1344 előtt) |                                   |                             |
| Vaszilij                        | fej.: ? – 1344                    |                             |
| IV. György                      | fej.: 1344 – 1353                 |                             |
| Fjodor                          | fej.: 1353 – 1392                 | Az utolsó muromi fejedelem. |

## Novgorod–Szeverszki Fejedelemség (1139–1211után)
| Uralkodó                          | Uralkodott                               | Megjegyzés                 |
| --------------------------------- | ---------------------------------------- | -------------------------- |
| I. Oleg (*1052)                   | fej.: 1097 – †1115. augusztus 1.         |                            |
| Vszevolod (*1084)                 | fej.: 1115 – 1127, †1146. augusztus 1.   |                            |
| I. Vlagyimir                      | fej.: 1127 – 1139, †1151. május 12.      |                            |
| I. Igor (*1096)                   | fej.: 1139 – 1146, †1147. szeptember 19. |                            |
| I. Szvjatoszláv                   | fej.: 1146 – 1157, †1164. február 15.    |                            |
| II. Szvjatoszláv (*1123)          | fej.: 1157 – 1164, †1194. július 24.     |                            |
| II. Oleg (*1137)                  | fej.: 1164 – †1180. január 18.           |                            |
| II. Igor (*1151. április 3.)      | fej.: 1180 – 1198, †1202. december 29.   | Az Igor-ének főszereplője. |
| II. Vlagyimir (*1170. október 8.) | fej.: 1198 – 1206, †1211 után            |                            |
| III. Oleg                         | fej.: 1206 – 1228 után                   |                            |
| Izjaszláv (*1186)                 | fej.: 1228 után – 1239, †1255            | Az utolsó fejedelem.       |

## Peremysli Fejedelemség (1085–1269)
| Uralkodó                          | Uralkodott        | Megjegyzés           |
| --------------------------------- | ----------------- | -------------------- |
| Rurik peremysli fejedelem         | fej.: 1085 – 1092 |                      |
| Volodar peremysli fejedelem       | fej.: 1092 – 1124 |                      |
| Rosztyiszláv peremysli fejedelem  | fej.: 1124 – 1129 |                      |
| I. Vlagyimir peremysli fejedelem  | fej.: 1129 – 1153 |                      |
| Jaroszláv peremysli fejedelem     | fej.: 1153 – 1187 |                      |
| II. Vlagyimir peremysli fejedelem | fej.: 1187 – 1205 |                      |
| Szvjatoszláv peremysli fejedelem  | fej.: 1205 – 1211 |                      |
| Dániel peremysli fejedelem        | fej.: 1211        |                      |
| Leszek peremysli fejedelem        | fej.: 1211 – 1214 |                      |
| Magyar uralom (1214 – 1219)       |                   |                      |
| Msztyiszláv peremysli fejedelem   | fej.: 1219 – 1225 |                      |
| Jaroszláv peremysli fejedelem     | fej.: 1227 – 1231 |                      |
| Sándor peremysli fejedelem        | fej.: 1231 – 1234 |                      |
| Rosztyiszláv peremysli fejedelem  | fej.: 1234 – 1240 |                      |
| Gergely peremysli fejedelem       | fej.: 1240 – 1243 |                      |
| Rosztyiszláv (2x)                 | fej.: 1243 – 1245 |                      |
| Gergely (2x)                      | fej.: 1245 – 1246 |                      |
| Rosztyiszláv (3x)                 | fej.: 1246 – 1249 |                      |
| Béla peremysli fejedelem          | fej.: 1262 – 1272 |                      |
| Leó peremysli fejedelem           | fej.: 1263 – 1269 | Az utolsó fejedelem. |

## Perejaszlavli Fejedelemség (988–1213)
| Uralkodó                                       | Uralkodott                               | Megjegyzés           |
| ---------------------------------------------- | ---------------------------------------- | -------------------- |
| I. Jaroszláv                                   | fej.: 988 – †1010                        |                      |
| Borisz                                         | fej.: 1010 – ?                           |                      |
| Illés                                          | fej.: ? – †1019                          |                      |
| Interregnum (1019 – 1054)                      |                                          |                      |
| Vszevolod (*1030 k.)                           | fej.: 1054 – 1076, †1093. április 13.    |                      |
| I. Rosztyiszláv (*1070)                        | fej.: 1076, ld. alább                    |                      |
| I. (Monomah) Vlagyimir (*1053. május 26.)      | fej.: 1076 – 1078, ld. alább             |                      |
| I. Rosztyiszláv (2x)                           | fej.: 1078 – †1093. május 26.            |                      |
| I. Vlagyimir (2x)                              | fej.: 1094 – 1113, †1125. május 19.      |                      |
| I. Szvjatoszláv                                | fej.: 1113 – †1114. május 6.             |                      |
| I. Jaropolk (*1082)                            | fej.: 1114 – 1132, †1139. február 18.    |                      |
| II. (Szent) Vszevolod (*1103)                  | fej.: 1132-ben, †1138. február 11.       |                      |
| (Hosszúkezű) György (*1090 k.)                 | fej.: 1132-ben, ld. alább                |                      |
| I. Izjaszláv (*1096)                           | fej.: 1133-ban, ld. alább                |                      |
| Vjacseszláv (*1083)                            | fej.: 1133 – 1134, ld. alább             |                      |
| (Hosszúkezű) György (2x)                       | fej.: 1135-ben, †1157. május 17.         |                      |
| András (*1102. augusztus 11.)                  | fej.: 1135 – †1141. január 22.           |                      |
| Vjacseszláv (2x)                               | fej.: 1142-ben, †1154. február 6.        |                      |
| I. Izjaszláv (2x)                              | fej.: 1142 – 1146, †1154. november 13.   |                      |
| Msztyiszláv (*1126)                            | fej.: 1146 – 1149, ld. alább             |                      |
| II. Rosztyiszláv                               | fej.: 1149 – †1151                       |                      |
| Msztyiszláv (2x)                               | fej.: 1151 – 1155, †1170. augusztus 19.  |                      |
| Gleb                                           | fej.: 1155 – 1169, †1171. január 20.     |                      |
| III. Vlagyimir (*1157)                         | fej.: 1169 – †1187. április 18.          |                      |
| II. Jaroszláv                                  | fej.: 1187 – †1199                       |                      |
| III. Vszevolod (Jaroszláv) (*1191. február 8.) | fej.: 1200 – 1206, †1246. szeptember 29. |                      |
| Mihály (*1179)                                 | fej.: 1206-ban, †1246. szeptember 30.    |                      |
| IV. Vlagyimir (*1187)                          | fej.: 1206 – 1213, †1239. március 3.     |                      |
| V. Vlagyimir (*1192. október 26.)              | fej.: 1213 – 1215, †1227. január 6.      |                      |
| IV. Vszevolod (*1210. június 18.)              | fej.: 1215 – 1227, †1238. március 4.     |                      |
| II. Szvjatoszláv (*1196. március 27.)          | fej.: 1228-ban, †1252. február 3.        | Az utolsó fejedelem. |

## Polocki Fejedelemség(945–1387)
| Uralkodó                                      | Uralkodott                              | Megjegyzés                           |
| --------------------------------------------- | --------------------------------------- | ------------------------------------ |
| I. Rogvolod (*920 k.)                         | fej.: 945 – †978                        |                                      |
| Interregnum (978 – 987)                       |                                         |                                      |
| I. Izjaszláv (*978)                           | fej.: 987 – †1001                       |                                      |
| I. Vszeszláv (*997 előtt)                     | fej.: 1001 – †1003                      |                                      |
| I. Brjacsiszláv (*997)                        | fej.: 1003 – †1044                      |                                      |
| II. Vszeszláv (*1029)                         | fej.: 1044 – 1069, ld. alább            |                                      |
| I. Msztyiszláv                                | fej.: 1069, †1069                       |                                      |
| I. Szvjatopolk (*1050. november 8.)           | fej.: 1069 – 1071, †1113. április 16.   |                                      |
| II. Vszeszláv (2x)                            | fej.: 1071 – †1101. április 14.         |                                      |
| Dávid (*1047 k.)                              | fej.: 1101 – 1127, ld. alább            |                                      |
| II. Rogvolod (*1054 k.)                       | t.-fej.: 1127 – †1128                   |                                      |
| Dávid (2x)                                    | fej.: 1128 – 1129, †1129 után           |                                      |
| II. Izjaszláv (*1096)                         | fej.: 1130 – 1132, †1154. november 13.  |                                      |
| II. Szvjatopolk                               | fej.: 1132-ben, †1154. február 20.      |                                      |
| I. Vaszilij                                   | fej.: 1132 – †1144                      |                                      |
| III. Rogvolod                                 | fej.: 1144 – 1151, ld. alább            |                                      |
| Rosztyiszláv                                  | fej.: 1152 – 1159, †1165                |                                      |
| III. Rogvolod (2x)                            | fej.: 1159 – 1162, †1171 után           |                                      |
| III. Vszeszláv                                | fej.: 1162 – 1167                       |                                      |
| Volodar (*1090 k.)                            | fej.: 1167-ben, †1167 után              |                                      |
| III. Vszeszláv (2x)                           | fej.: 1167 – †1184?                     |                                      |
| I. Borisz                                     | fej.: 1184? – †1186                     |                                      |
| Vlagyimir                                     | fej.: 1186 – †1216                      |                                      |
| II. Vaszilij                                  | fej.: 1216 – †1220 k.                   |                                      |
| Gleb                                          | fej.: 1220 k. – †1222                   |                                      |
| II. Borisz                                    | társ-fej.: 1220 k. – †1222              |                                      |
| Szvjatoszláv                                  | fej.: 1222 – 1232, †1239                |                                      |
| II. Brjacsiszláv                              | fej.: 1232 – †1242                      |                                      |
| Interregnum (1232 – 1242)                     |                                         |                                      |
| Tautvilas                                     | fej.: 1252 – †1264                      | Az első litván származású fejedelem. |
| Konstantin                                    | fej.: 1264-ben, ld. alább               |                                      |
| III. Izjaszláv                                | fej.: 1264-ben, ld. alább               |                                      |
| Gerdine                                       | fej.: 1264 – †1267                      |                                      |
| III. Izjaszláv (2x)                           | fej.: 1267 – †1270/1280                 |                                      |
| Konstantin (2x)                               | fej.: 1270/1280 – †1290 k.              |                                      |
| A Rigai Érsekség megszállása (1290 k. – 1307) |                                         |                                      |
| Vainus                                        | fej.: 1307 – †1336                      |                                      |
| III. Vaszilij                                 | fej.: 1336 – †1336                      |                                      |
| Narimantas (*1294?)                           | fej.: 1336 – 1345, †1348. február 2.    |                                      |
| András (*1320 k.)                             | fej.: 1345 – 1377, ld. alább            |                                      |
| Skirgiełło (*1354)                            | fej.: 1377 – 1382, †1396                | Később litván nagyfejedelem.         |
| András (2x)                                   | fej.: 1382 – 1387, †1399. augusztus 12. | Az utolsó fejedelem.                 |

## Pszkovi Fejedelemség (1014–1048,1178–1394)
| Uralkodó                        | Uralkodott           | Megjegyzés           |
| ------------------------------- | -------------------- | -------------------- |
| Szudiszláv pszkovi fejedelem    | fej.: 1014 – 1036    |                      |
| I. Vszevolod pszkovi fejedelem  | fej.: 1037 – 1038    |                      |
| Szjvatopolk pszkovi fejedelem   | fej.: 1038 – 1048    |                      |
| Interregnum (1048 – 1178)       |                      |                      |
| Msztyiszláv pszkovi fejedelem   | fej.: 1178 – 1195    |                      |
| Vlagyimir pszkovi fejedelem     | fej.: 1195 – 1222    |                      |
| Visvaldis pszkovi fejedelem     | fej.: 1213 – 1214    |                      |
| II. Vszevolod pszkovi fejedelem | fej.: 1214           |                      |
| György pszkovi fejedelem        | fej.: 1232 – 1240    |                      |
| I. Jaroszláv pszkovi fejedelem  | fej.: 1240 – 1242    |                      |
| II. Jaroszláv pszkovi fejedelem | fej.: 1253 – 1256    |                      |
| Szvjatoszláv pszkovi fejedelem  | fej.: 1256 – 1266    |                      |
| Daumantas pszkovi fejedelem     | fej.: 1266 – 1299    |                      |
| Dávid pszkovi fejedelem         | fej.: 1299 – 1307    |                      |
| Fjodor pszkovi fejedelem        | fej.: 1307           |                      |
| Dávid (2x)                      | fej.: 1307 – 1323    |                      |
| Seloga pszkovi fejedelem        | fej.: 1327 – 1337    |                      |
| I. Sándor pszkovi fejedelem     | fej.: 1337 – 1339    |                      |
| Vszevolod pszkovi fejedelem     | fej.: 1341           |                      |
| András pszkovi fejedelem        | fej.: 1342 – 1349    |                      |
| Eusztafij pszkovi fejedelem     | fej.: 1349 – 1360    |                      |
| Vaszilij pszkovi fejedelem      | t.-fej.: 1356 – 1358 |                      |
| II. Sándor pszkovi fejedelem    | fej.: 1360 – 1369    |                      |
| Matvei pszkovi fejedelem        | fej.: 1375 – 1377    |                      |
| András (2x)                     | fej.: 1377 – 1399    |                      |
| Iván pszkovi fejedelem          | t.-fej.: 1386 – 1394 | Az utolsó fejedelem. |

## Rjazanyi Fejedelemség (1097–1521)
| Uralkodó                                | Uralkodott                             | Megjegyzés           |
| --------------------------------------- | -------------------------------------- | -------------------- |
| I. Jaroszláv (*1072)                    | fej.: 1097 – †1129                     |                      |
| Szvjatoszláv                            | fej.: 1129 – 1143, †1145               |                      |
| Rosztyiszláv (*1129)                    | fej.: 1143 – 1145, †1153               |                      |
| Gleb                                    | fej.: 1145 – 1147, ld. alább           |                      |
| Dávid                                   | fej.: 1147 – †1147                     |                      |
| Igor                                    | fej.: 1147 – †1148                     |                      |
| Interregnum (1148 – 1151)               |                                        |                      |
| Gleb (2x)                               | fej.: 1151 – 1153, ld. alább           |                      |
| I. Vlagyimir                            | fej.: 1153 – 1161, †1162               |                      |
| Gleb (3x)                               | fej.: 1161 – †1178. június 30.         |                      |
| I. Roman                                | fej.: 1178 – 1207, †1216               |                      |
| Jaroszláv kormányzó (*1191. február 8.) | korm.: 1208-ban, †1246. szeptember 30. |                      |
| Vlagyimiri uralom (1208 – 1212)         |                                        |                      |
| Gleb                                    | fej.: 1212 – †1217                     |                      |
| I. Igor                                 | fej.: 1217 – †1235                     |                      |
| György                                  | fej.: 1235 – †1237. december 21.       |                      |
| II. Igor                                | fej.: 1237 – †1252 előtt               |                      |
| I. (Vörös) Oleg                         | fej.: 1252 előtt – †1258 márciusa      |                      |
| Roman (*1237)                           | fej.: 1258 – †1270. július 19.         |                      |
| Fjodor                                  | fej.: 1270 – †1294                     |                      |
| II. Jaroszláv                           | fej.: 1294 – †1299                     |                      |
| Konstantin                              | fej.: 1299 – 1301, †1306               |                      |
| I. Vaszilij                             | fej.: 1301 – †1308                     |                      |
| I. Iván (*1299)                         | fej.: 1308 – †1327                     |                      |
| II. Iván                                | fej.: 1327 – 1342, †1343               |                      |
| III. Jaroszláv                          | fej.: 1342 – †1344                     |                      |
| II. Vaszilij                            | fej.: 1344 – †1351                     |                      |
| II. Oleg                                | fej.: 1351 – 1371, ld. alább           |                      |
| II. Vlagyimir                           | fej.: 1371 – †1372                     |                      |
| II. Oleg (2x)                           | fej.: 1372 – †1402                     |                      |
| Fjodor                                  | fej.: 1402 – 1408, ld. alább           |                      |
| III. Iván                               | fej.: 1408 – 1409 után, †1430          |                      |
| Fjodor (2x)                             | fej.: 1409 után – 1427                 |                      |
| IV. Iván                                | fej.: 1427 – †1456                     |                      |
| III. Vaszilij (*1415. március 10.)      | fej.: 1456 – †1462. március 27.        |                      |
| V. Iván (*1440. január 22.)             | fej.: 1462 – 1464, †1505. október 27.  |                      |
| IV. Vaszilij (*1447)                    | fej.: 1463 – †1483. január 7.          |                      |
| VI. Iván (*1467. április 14.)           | fej.: 1483 – †1500. május 19.          |                      |
| VII. Iván (*1496)                       | fej.: 1500 – 1521, †1533               | Az utolsó fejedelem. |

## Rosztovi Fejedelemség (1207–1474)
| Uralkodó                           | Uralkodott                         | Megjegyzés           |
| ---------------------------------- | ---------------------------------- | -------------------- |
| I. Konstantin (*1186. május 18.)   | fej.: 1207 – †1218. február 2.     |                      |
| I. Vaszilij (*1208. december 7.)   | fej.: 1218 – †1238. március 4.     |                      |
| Borisz (*1231. július 24.)         | fej.: 1238 – †1277. szeptember 16. |                      |
| Gleb (*1237)                       | fej.: 1277 – †1278. december 13.   |                      |
| Dimitrij (*1253. szeptember 11.)   | fej.: 1278 – 1286, ld. alább       |                      |
| II. Konstantin (*1255. július 30.) | fej.: 1278 – 1288, ld. alább       |                      |
| Dimitrij (2x)                      | fej.: 1289 – †1294                 |                      |
| II. Konstantin (2x)                | fej.: 1294 – †1307                 |                      |
| II. Vaszilij (*1291)               | fej.: 1307 – †1316                 |                      |
| György (*1302)                     | fej.: 1316 – †1320. május 30.      |                      |
| III. Konstantin (*1312)            | fej.: 1320 – †1365                 |                      |
| Sándor                             | fej.: 1365 – †1404. június 9.      |                      |
| András                             | fej.: 1404 – †1417. július 17.     |                      |
| Fjodor (*1380?)                    | fej.: 1417 – 1418, †1420?          |                      |
| Vlagyimir                          | fej.: 1418? – †1474                |                      |
| Iván                               | fej.: 1474 körül                   | Az utolsó fejedelem. |

## Rosztov–uszretinszkji Fejedelemség (1320–1409után)
| Uralkodó           | Uralkodott                      | Megjegyzés             |
| ------------------ | ------------------------------- | ---------------------- |
| Fjodor (*1311)     | fej.: 1320 – †1331. március 28. |                        |
| András             | fej.: 1331 – 1360, ld. alább    |                        |
| Konstantin (*1312) | fej.: 1360 – 1364, †1365        | Rosztovi fejedelem is. |
| András (2x)        | fej.: 1364 – †1409              |                        |
| Iván               | fej.: 1409 – †?                 |                        |

## Szerpuhovi Fejedelemség (1341–1456)
| Uralkodó   | Uralkodott         | Megjegyzés           |
| ---------- | ------------------ | -------------------- |
| I. András  | fej.: 1341 – †1353 |                      |
| I. Iván    | fej.: 1353 – †1358 |                      |
| Vlagyimir  | fej.: 1358 – †1410 |                      |
| II. Iván   | fej.: 1410 – †1422 |                      |
| Simeon     | fej.: 1410 – †1426 |                      |
| II. András | fej.: 1410 – †1426 |                      |
| Vaszilij   | fej.: 1427 – †1456 | Az utolsó fejedelem. |

## Szmolenszki Fejedelemség (1010–1404)
| Uralkodó                                  | Uralkodott                               | Megjegyzés           |
| ----------------------------------------- | ---------------------------------------- | -------------------- |
| Sztaniszláv (*987)                        | fej.: 1010 – †1015                       |                      |
| Interregnum (1015 – 1054)                 |                                          |                      |
| I. Vjacseszláv (*1033)                    | fej.: 1054 – †1057                       |                      |
| I. Igor (*1036)                           | fej.: 1057 – †1060                       |                      |
| Interregnum (1060 – 1073)                 |                                          |                      |
| I. (Monomah) Vlagyimir (*1053. május 26.) | fej.: 1073 – 1078, †1125. május 19.      |                      |
| Interregnum (1078 – 1092)                 |                                          |                      |
| I. (Nagy) Msztyiszláv (*1076. június 1.)  | fej.: 1092 – 1093, †1132. április 14.    |                      |
| I. Izjaszláv                              | fej.: 1093 – 1095, †1096. szeptember 6.  |                      |
| I. Dávid (*1050 k.)                       | fej.: 1095 – 1097, †1123. augusztus 1.   |                      |
| II. Szvjatoszláv                          | fej.: 1097 – 1113, †1114. március 6.     |                      |
| Jaropolk (*1082)                          | társ-fej.: 1097 – †1113. február 18.     |                      |
| II. Vjacseszláv (*1083)                   | fej.: 1113 – 1127, †1154. február 6.     |                      |
| I. Rosztyiszláv (*1108)                   | fej.: 1127 – 1159, †1167. március 8.     |                      |
| I. Roman (*1150 k.)                       | fej.: 1159 – 1171, ld. alább             |                      |
| II. Jaropolk                              | fej.: 1171 – 1172, ld. alább             |                      |
| I. Roman (2x)                             | fej.: 1172 – 1174, ld. alább             |                      |
| II. Jaropolk (2x)                         | fej.: 1174 – 1175, †1177 után            |                      |
| I. Msztyiszláv                            | fej.: 1175 – 1176, †1180. június 13.     |                      |
| I. Roman (3x)                             | fej.: 1176 – †1180. június 14.           |                      |
| II. Dávid (*1140)                         | fej.: 1180 – †1197. április 23.          |                      |
| II. (Öreg) Msztyiszláv (*1156)            | fej.: 1197 – 1213, †1223. június 2.      |                      |
| III. Vlagyimir (*1187)                    | fej.: 1213 – 1219, †1239. március 3.     |                      |
| III. Msztyiszláv (*1193)                  | fej.: 1219 – †1230                       |                      |
| II. Rosztyiszláv                          | fej.: 1230 – 1232, †1239 után            |                      |
| III. Szvjatoszláv                         | fej.: 1232 – †1239                       |                      |
| Vszevolod                                 | fej.: 1239 – †1249                       |                      |
| I. Gleb                                   | fej.: 1249 – †1278                       |                      |
| Mihály                                    | fej.: 1278 – †1279                       |                      |
| Fjodor (*1233. szeptember 1.)             | fej.: 1279 – 1297, †1299                 |                      |
| Sándor                                    | fej.: 1297 – †1313                       |                      |
| Iván                                      | fej.: 1313 – †1359                       |                      |
| IV. Szvjatoszláv                          | fej.: 1359 – †1386                       |                      |
| György                                    | fej.: 1386 – 1392                        |                      |
| II. Gleb (*1353)                          | fej.: 1392 – 1395, †1399. augusztus 12.  |                      |
| II. Roman                                 | fej.: 1395 – †1401                       |                      |
| György (2x)                               | fej.: 1401 – 1404, †1407. szeptember 14. | Az utolsó fejedelem. |

## Tmutarakani Fejedelemség (988–1094)
| Uralkodó             | Uralkodott                             | Megjegyzés                |
| -------------------- | -------------------------------------- | ------------------------- |
| Msztyiszláv (*983)   | fej.: 988 – †1036                      | Csernyigovi fejedelem is. |
| Szvjatoszláv (*1027) | fej.: 1036 – 1064, †1076. december 27. |                           |
| Rosztyiszláv (*1038) | fej.: 1065 – †1066. február 3.         |                           |
| Gleb (*1052)         | fej.: 1066 – 1068, †1078. május 30.    |                           |
| Volodar              | fej.: 1068 – 1083, †1124. március 19.  |                           |
| Oleg (*1052)         | fej.: 1083 – 1094, †1115. augusztus 1. | Az utolsó fejedelem.      |

## Turovi Fejedelemség (980–1366)
| Uralkodó                            | Uralkodott                             | Megjegyzés           |
| ----------------------------------- | -------------------------------------- | -------------------- |
| Szvjatopolk (*978)                  | fej.: 980 – 1015, †1019. július 24.    |                      |
| Interregnum (1015 – 1045)           |                                        |                      |
| I. Izjaszláv (*1024)                | fej.: 1045 – 1054, †1078. október 3.   |                      |
| Interregnum (1054 – 1087)           |                                        |                      |
| (Szent) Jaropolk (*1047)            | fej.: 1078 – 1087. december 5.         |                      |
| I. Szvjatopolk (*1050. november 8.) | fej.: 1088 – 1093, †1113. április 16.  |                      |
| I. Vjacseszláv                      | fej.: 1094 – †1105                     |                      |
| Interregnum (1105 – 1118)           |                                        |                      |
| Brjacsiszláv                        | fej.: 1118 – †1123                     |                      |
| II. Izjaszláv                       | fej.: 1123 – †1127. december 23.       |                      |
| II. Vjacseszláv (*1083)             | fej.: 1127 – 1132, ld. alább           |                      |
| Mihály                              | t.-fej.: 1129                          |                      |
| Vszevolod                           | fej.: 1132                             |                      |
| Izjaszláv (*1096)                   | fej.: 1132 – 1134, †1154. november 13. |                      |
| II. Vjacseszláv (2x)                | fej.: 1134 – 1142, ld. alább           |                      |
| Szvjatoszláv (*1123)                | fej.: 1142 – 1143, ld. alább           |                      |
| II. Vjacseszláv (3x)                | fej.: 1143 – 1146, †1154. február 6.   |                      |
| Jaroszláv (*1132)                   | fej.: 1146 – 1150, †1180               |                      |
| András (*1111)                      | fej.: 1150 – 1154, †1174. június 29.   |                      |
| Szvjatoszláv (2x)                   | fej.: 1154 – 1155, †1194. július 24.   |                      |
| Borisz                              | fej.: 1155 – 1157, †1159. május 2.     |                      |
| György (*1102)                      | fej.: 1157 – 1167, †1167 után          |                      |
| II. Szvjatopolk                     | fej.: 1167 – †1190                     |                      |
| Iván                                | fej.: 1167 – 1190, ld. alább           |                      |
| Gleb                                | fej.: 1190 – †1195                     |                      |
| Iván (2x)                           | fej.: 1195 – †1207                     |                      |
| Rosztyiszláv                        | fej.: 1207 – †1228                     |                      |
| Mihály                              | fej.: 1228 – †1247                     |                      |
| György                              | fej.: ? – 1292                         |                      |
| Dimitrij                            | fej.: 1292 – ?                         |                      |
| Dániel                              | fej.: ? – 1366                         | Az utolsó fejedelem. |

## Uglicsi Fejedelemség (1218–1591)
| Uralkodó                                 | Uralkodott                            | Megjegyzés |
| ---------------------------------------- | ------------------------------------- | ---------- |
| I. Vlagyimir (*1214)                     | fej.: 1214 – †1249                    |            |
| I. András                                | fej.: 1249 – †1261                    |            |
| Roman                                    | fej.: 1261 – †1285. február 3.        |            |
| I. Dimitrij (*1253. szeptember 11.)      | fej.: 1285 – 1288, †1294              |            |
| I. Konstantin (*1255. július 30.)        | fej.: 1288 – 1294, †1307              |            |
| Sándor                                   | fej.: 1294 – †1302                    |            |
| I. György (*1302)                        | fej.: 1302 – †1320. május 30.         |            |
| Interregnum (1320 – 1389)                |                                       |            |
| Péter                                    | fej.: 1389 – 1405, †1428              |            |
| II. Vlagyimir (*1353. június 15.)        | fej.: 1405 – †1410. augusztus 12.     |            |
| Vaszilij (*1394. július 9.)              | fej.: 1410 – †1427                    |            |
| II. Konstantin (*1389. május 16.)        | fej.: 1427 – 1433, †1434              |            |
| II. Dimitrij                             | fej.: 1434 – 1447, †1453. július 17.  |            |
| III. Dimitrij (*1421)                    | fej.: 1434 – †1440. szeptember 22.    |            |
| Interregnum (1447 – 1462)                |                                       |            |
| II. András (*1446. augusztus 13.)        | fej.: 1462 – 1492, †1493. november 7. |            |
| Interregnum (1492 – 1506)                |                                       |            |
| IV. Dimitrij (*1491. október 6.)         | fej.: 1506 – †1521. február 14.       |            |
| Interregnum (1521 – 1534)                |                                       |            |
| II. György (*1532. október 30.)          | fej.: 1534 – †1563. november 25.      |            |
| Interregnum (1564 – 1584)                |                                       |            |
| V. (Szent) Dimitrij (*1582. október 19.) | fej.: 1584 – †1591. május 15.         |            |

## Volhíniai Fejedelemség (987–1292)
| Uralkodó                         | Uralkodott                             | Megjegyzés           |
| -------------------------------- | -------------------------------------- | -------------------- |
| Borisz                           | fej.: 987?                             |                      |
| Vszevolod (*983/984)             | fej.: 987 – †1013                      |                      |
| Szvjatoszláv (*1027)             | fej.: 1036 – 1054, †1076. december 27. |                      |
| Igor (*1036)                     | fej.: 1054 – 1057, †1060               |                      |
| I. Rosztyiszláv (*1038)          | fej.: 1057 – 1064, †1067. február 3.   |                      |
| I. Oleg (*1053)                  | fej.: 1065 – 1076, †1115. augusztus 1. |                      |
| I. (Szent) Jaropolk (*1047)      | fej.: 1078 – 1085, ld. alább           |                      |
| Dávid (*1055 k.)                 | fej.: 1085 – 1086, ld. alább           |                      |
| I. (Szent) Jaropolk (2x)         | fej.: 1086, †1086. december 5.         |                      |
| Dávid (2x)                       | fej.: 1086 – 1099, †1112. május 25.    |                      |
| I. Msztyiszláv                   | fej.: 1099, †1099. június 12.          |                      |
| Jaroszláv (*1072)                | fej.: 1100 – 1118, †1123 májusa        |                      |
| I. Roman                         | fej.: 1118 – †1119. január 6.          |                      |
| I. András (*1102. augusztus 11.) | fej.: 1119 – 1135, †1141. január 22.   |                      |
| Izjaszláv                        | fej.: 1135 – 1141, ld. alább           |                      |
| II. Szvjatoszláv (*1123)         | fej.: 1141 – 1146, †1194. július 24.   |                      |
| I. Vlagyimir                     | fej.: 1146 – 1149, †1170. január 28.   |                      |
| Szvjatopolk                      | fej.: 1149-ben, ld. alább              |                      |
| Izjaszláv (2x)                   | fej.: 1149 – 1151, †1154. november 13. |                      |
| Szvjatopolk (2x)                 | fej.: 1151 – †1154. február 20.        |                      |
| II. Vlagyimir (*1132)            | fej.: 1154 – 1157, †1171. május 30.    |                      |
| II. Msztyiszláv (*1126)          | fej.: 1157 – †1170. augusztus 19.      |                      |
| III. Szvjatoszláv                | fej.: 1170 – †1173                     |                      |
| II. Roman (*1151)                | fej.: 1173 – 1188, ld. alább           |                      |
| II. Vszevolod (*1155 után)       | fej.: 1188-ban, †1195                  |                      |
| II. Roman (2x)                   | fej.: 1188 – †1205. június 19.         |                      |
| IV. Szvjatoszláv                 | fej.: 1206 – †1207                     |                      |
| Sándor                           | fej.: 1208 – †1215                     |                      |
| Interregnum (1215 – 1238)        |                                        |                      |
| Vaszilij                         | fej.: 1238 – †1269                     |                      |
| III. Vlagyimir                   | fej.: 1269 – †1288                     |                      |
| III. Msztyiszláv                 | fej.: 1288 – †1292                     | Az utolsó fejedelem. |

## Külső hivatkozás
- http://genealogy.euweb.cz/russia/rurik1.html – Az első kijevi fejedelmek (900–1100) [törzság]
- http://genealogy.euweb.cz/russia/rurik2.html – Polocki Izjaszláv (†1001) családja [törzság]
- http://genealogy.euweb.cz/russia/rurik3.html – Novgorodi Vlagyimir (†1052) családja [törzság]
- http://genealogy.euweb.cz/russia/rurik4.html – I. Izjaszláv kijevi nagyfejedelem (†1078) ága
- http://genealogy.euweb.cz/russia/rurik5.html – II. Szvjatoszláv kijevi nagyfejedelem (†1076) ága
- http://genealogy.euweb.cz/russia/rurik6.html – IV. Vszevolod kijevi nagyfejedelem (†1215) családja [II. Szvjatoszláv ága]
- http://genealogy.euweb.cz/russia/rurik7.html – Jaroszláv pronszki fejedelem (†1299) családja [II. Szvjatoszláv ága]
- https://web.archive.org/web/20130518035146/http://genealogy.euweb.cz/russia/rurik8.html – I. Vszevolod kijevi nagyfejedelem (†1093) ága
- http://genealogy.euweb.cz/russia/rurik9.html – II. Izjaszláv kijevi nagyfejedelem (†1154) családja [I. Vszevolod ága]
- http://genealogy.euweb.cz/russia/rurik10.html – I. Rosztyiszlav kijevi nagyfejedelem (†1167) családja [I. Vszevolod ága]
- http://genealogy.euweb.cz/russia/rurik11.html – I. Vaszilij rosztovi fejedelem (†1238) családja [I. Vszevolod ága]
- http://genealogy.euweb.cz/russia/rurik12.html – I. Sándor vlagyimiri nagyfejedelem (†1263) családja [I. Vszevolod ága]
- http://genealogy.euweb.cz/russia/rurik13.html – II. András vlagyimiri nagyfejedelem (†1264) családja [I. Vszevolod ága]
- http://genealogy.euweb.cz/russia/rurik14.html – Jaroszláv tveri fejedelem (†1272) családja [I. Vszevolod ága]
- http://genealogy.euweb.cz/russia/rurik15.html – II. Vaszilij moszkvai nagyfejedelem (†1462) és az utolsó Rurikok [I. Vszevolod ága]

## Lásd még
- Oroszország uralkodóinak listája